# Diclorossilano
Diclorossilano é o composto de fórmula química H2SiCl2.